# Vejerslev Sogn (Favrskov Kommune)
 For alternative betydninger, se Vejerslev Sogn. (Se også artikler, som begynder med Vejerslev Sogn)
Vejerslev Sogn er et sogn i Favrskov Provsti (Århus Stift).
I 1800-tallet var Aidt Sogn og Thorsø Sogn annekser til Vejerslev Sogn. Alle 3 sogne hørte til Houlbjerg Herred i Viborg Amt. Vejerslev-Aidt-Thorsø sognekommune blev ved kommunalreformen i 1970 indlemmet i Hvorslev Kommune, som ved strukturreformen i 2007 indgik i Favrskov Kommune.
I Vejerslev Sogn ligger Vejerslev Kirke.
I sognet findes følgende autoriserede stednavne:
- Borre (bebyggelse, ejerlav)
- Borre Skov (areal)
- Borre Å (vandareal)
- Boskov (areal, bebyggelse)
- Drøs (bebyggelse)
- Drøsbro (bebyggelse)
- Gelbro (bebyggelse)
- Gjelå (vandareal)
- Knopdrup (bebyggelse)
- Nysted (bebyggelse)
- Vejerslev (bebyggelse, ejerlav)
- Vejerslev Skov (areal)